# خافيير غاريدو
خافيير غاريدو بيهوبيدي (بالإسبانية: Javier Garrido Behobide) (مواليد 15 مارس 1985 في آرون - إسبانيا) لاعب كرة قدم إسباني يلعب حاليا لصالح نادي الدرجة الاولى لاتسيو الإيطالي منذ 2010 في مركز الظهير الأيسر.

## روابط خارجية
- خافيير غاريدو على موقع الاتحاد الدولي (مؤرشف)  (الإنجليزية)
- خافيير غاريدو على موقع قاعدة بيانات كرة القدم.إي يو (الإنجليزية)
- خافيير غاريدو على موقع Soccerbase.com (لاعب) (الإنجليزية)
- خافيير غاريدو على موقع Soccerway.com (الإنجليزية)
- خافيير غاريدو على موقع عالم كرة القدم.نت (الإنجليزية)
- خافيير غاريدو على موقع كووورة
- خافيير غاريدو على موقع AS.com (الإسبانية)